# Houverath (Bad Münstereifel)
Houverath is een plaats in de Duitse gemeente Bad Münstereifel, deelstaat Noordrijn-Westfalen, en telt inwoners.